# Mikronéziai Szövetségi Államok
A Mikronéziai Szövetségi Államok az óceániai Mikronéziában a Karolina-szigetek nagyobbik keleti részét elfoglaló állam. Az ország nevének jelentése görögül „kicsiny szigetek országa”. Mikronézia négy szövetségi államból álló föderáció, felépítése hasonló, mint az Amerikai Egyesült Államoké.

## Földrajz

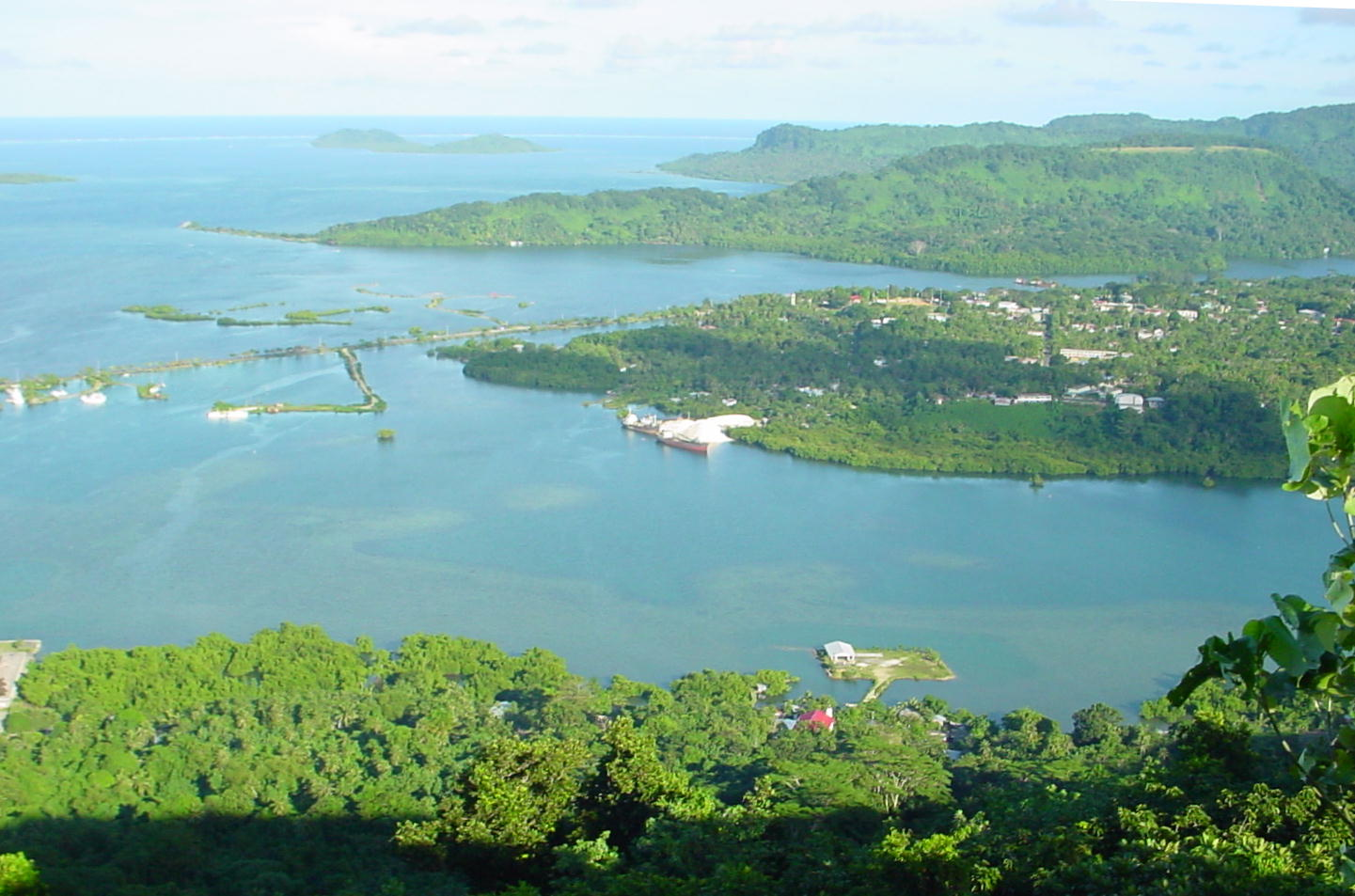
Pohnpei-sziget egy része

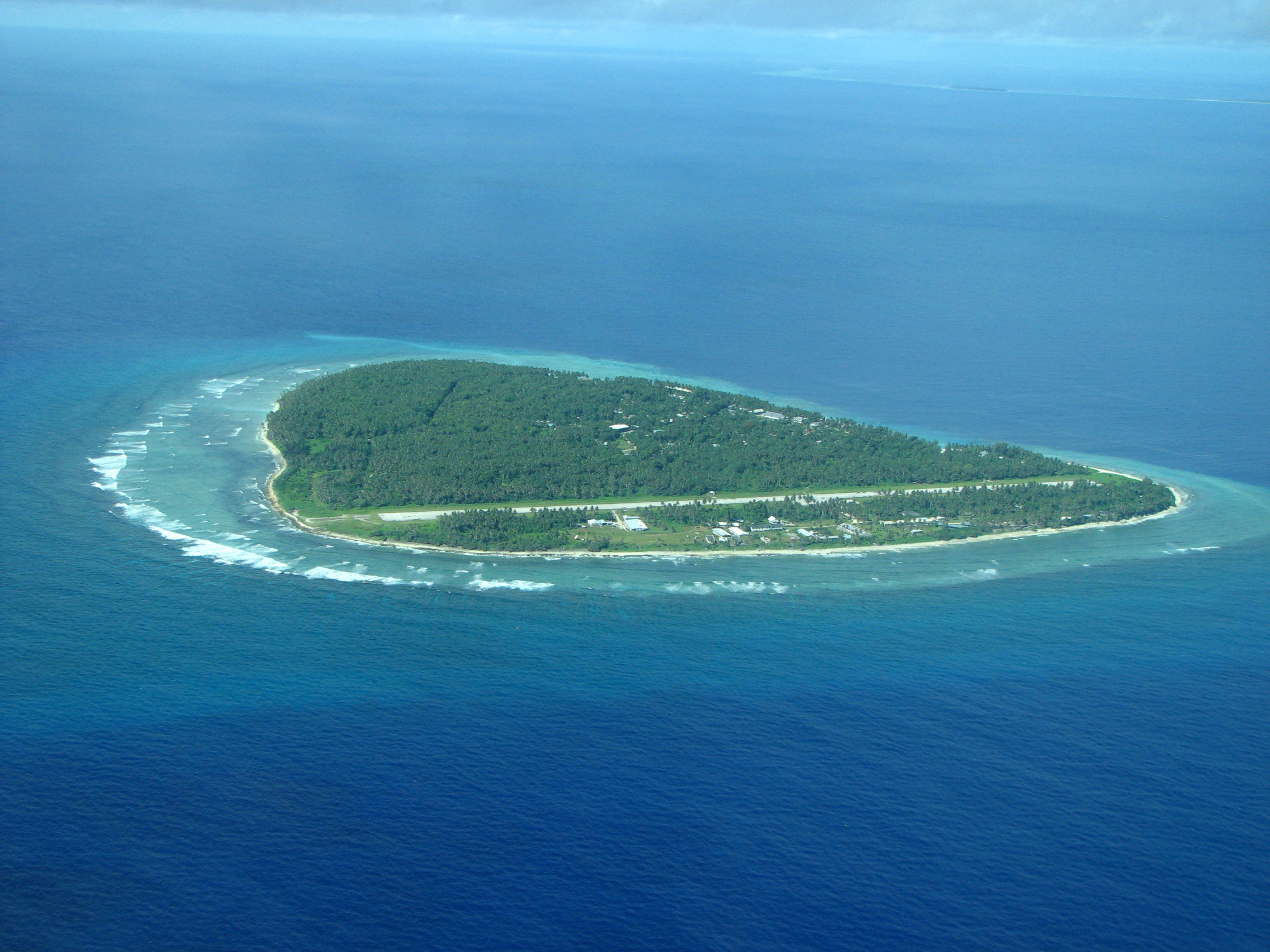
Falalop apró szigete

### Domborzat
Az állam a Karolina-szigetek nagyobbik részét, illetve az északi szélesség 5-10°-a és a keleti hosszúság 135-140°-a között szétszóródó szigeteket foglalja magában. A szigetek Hawaii-tól kb. 5000 km-re nyugatra, a Fülöp-szigetektől 3000 km-re keletre és Pápua-Új-Guineától 1500 km-re északra találhatók.
Az óceánnak nagy részét foglalják el. A 607 sziget összterülete kisebb, mint egy átlagos nagyságú amerikai városé, sok világtérkép nem is jelöli őket. Az ország területének kb. felét Pohnpei, a másik felét pedig a három másik szigetcsoport foglalja el, nagyjából egyenlő arányban. Pohnpei, Kosrae és Chuuk szigetei magas, vulkanikus szigetek, míg Yap az ázsiai kontinentális talapzat megemelkedett része.
Ezek a szigetek nem kókuszpálmákkal szegélyezett korallzátonyok, hanem inkább hasonlítanak a hawaii vulkanikus szigetekre, amelyekre jellemző a bőventermő föld, az örökzöld növényzet és a bőséges édesvíz.

### Éghajlat
Az éghajlat egyenlítői. A nappali hőmérséklet 27-32 °C között (átlag 27 °C) alakul, néha visszaesik 21 °C körülire. December és március között valamivel szárazabb, hűvösebb és szelesebb a klíma, mint az év többi részében. A átlagos csapadék 3000 mm. A legcsapadékosabb hónapok április és május, Pohnpei belső része pedig a Föld egyik legesősebb területe. Júliustól novemberig a levegő páratartalma nyomasztó lehet. A tájfunok szezonja augusztus és december közé esik.

### Élővilág, természetvédelem
Mikronézia egyetlen szárazföldi emlőse a denevér. Pohnpei-en található néhány ázsiai szarvas, de ezek nem nagyon láthatók. Élnek itt még óriási gyíkok, amelyek 2 méteresre is megnőhetnek, valamint kicsi gekkók. A leggyakoribbak az állatvilágban a rovarok: szúnyogok, svábbogarak stb.
200-nál is több madárfajta honos a szigeteken.
A szigeteket körülvevő hatalmas víztömeg izgalmas tengervízi életet rejt: kemény és lágy korallok, szivacsok, bálnák, delfinek, kagylók és rákfélék, rengeteg féle hal (ajakos hal, sötét színű denevérhal, papagájhal, pillangóhal, oroszlánhal), veszélyes cápák, bíborcsigák, tengeri sünök, tengeri viaszrózsák, tengeri remeték. A korallszirt külső oldalán különleges algák élnek. Néhány teknősfajta is látható.

## Történelem

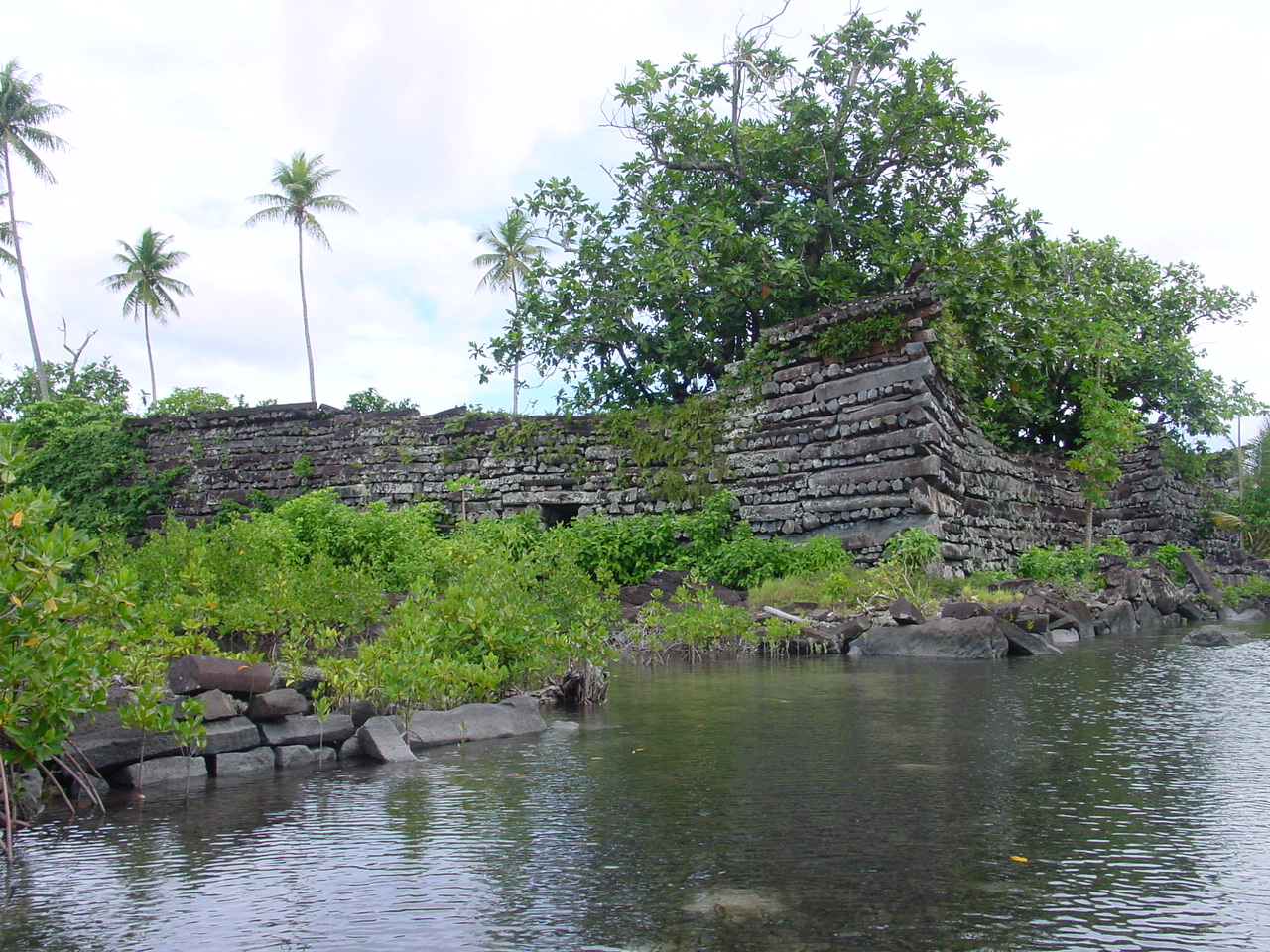
Nan Madol romjai

A mikronéziaiak elődei négyezer éve telepedtek le. A decentralizált főnöki rendszert Yap szigete körül lassan valamivel centralizáltabb gazdasági és vallási birodalom váltotta fel. Nan Madol kicsi mesterséges szigetek láncolata, amelyet csatornák hálózata köt össze. Gyakran hívják a Csendes-óceán Velencéjének. Pohnpei sziget közelében van, a Saudeleur-dinasztia ceremoniális és politikai székhelye volt 500-tól 1500-ig, kb. 25 000 lakossal. Akkor a centralizált rendszer összeomlott.
A szigetek felfedezői a portugálok voltak, majd 1696-ban a spanyolok vették birtokba a szigeteket. 1899-ben, a spanyol–amerikai háború után a szigeteket eladták Németországnak, majd az első világháború idején a japánok szállták meg. A második világháború idején, 1944-ben amerikai csapatok szállták meg, majd 1947. július 18-án megalapították a Csendes-óceáni Gyámsági Területet, amelyet az Amerikai Egyesült Államok közigazgatása alá rendeltek.
A négy szigetcsoport – Yap, Chuuk, Pohnpei és Kosrae – 1979-ben megalakította a Mikronéziai Szövetségi Államokat, amely 1986-ban az USA szabadon társult állama lett. A gyámságra vonatkozó megállapodásokat az USA kormánya érvénytelenítette. Az ENSZ 1990-ben elismerte független államként a Mikronéziai Szövetségi Államokat, majd 1991-ben felvette tagjai sorába.

## Államszervezet és közigazgatás

### Alkotmány, államforma
Mikronézia államformája szövetségi köztársaság, mely szövetségi államokból áll. Az ország alkotmánya alapján demokrácia és minden hatalom a néptől ered.

#### Elnökök
| Köztársasági elnök | Hivatalban                                                                              |
| ------------------ | --------------------------------------------------------------------------------------- |
| Tosiwo Nakayama    | 1979. május 11. – 1987. május 11.                                                       |
| John Haglelham     | 1987. május 11. – 1991. május 11.                                                       |
| Bailey Olter       | 1991. május 21. – 1997. május 8.                                                        |
| Jacob Nena         | 1996. november 8. – 1999. május 11. 1996. november 8-ától helyettesítette Olter elnököt |
| Leo A. Falcam      | 1999. május 11. – 2003. május 11.                                                       |
| Joseph J. Urusemal | 2003. május 11. – 2007. május 11.                                                       |
| Manny Mori         | 2007. május 11. – 2015. május 11.                                                       |
| Peter Christian    | 2015. május 11. – 2019. május 11.                                                       |
| David Panuelo      | 2019. május 11. – 2023. május 11.                                                       |
| Wesley Simina      | 2023. május 11. –                                                                       |

### Közigazgatási beosztás
A Mikronéziai Szövetségi Államok négy szigetcsoportból áll, amelyek nyugatról kelet felé haladva a következők:
- Yap,
- Chuuk,
- Pohnpei és
- Kosrae.

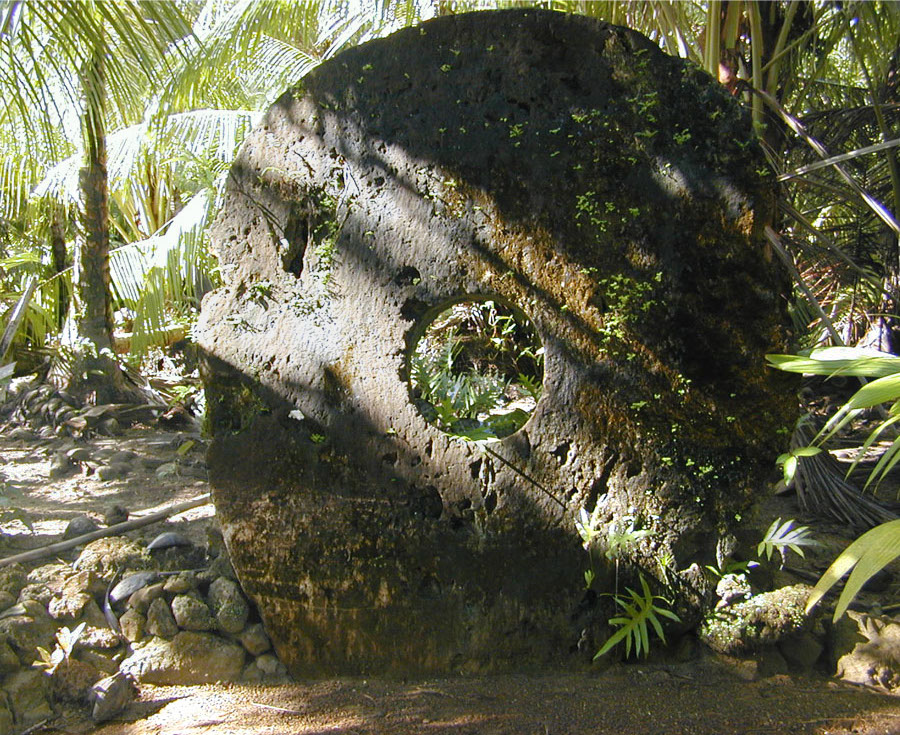
Egy kőpénz Gachpar falu mellett

Yap Mikronézia legtradicionálisabb része. Területe 119 km², lakóinak száma 10 000 fő. Az emberek többsége nyugati ruhákat hord, de sok férfi és fiú visel színes ágyékkötőt, a nők egy része pedig csak szőtt hibiszkusz-szoknyát hord.
Yap állam 4 szigetből áll:
- Yap,
- Tomil-Gagil,
- Map és
- Rumung.

Mikronézia más magas, vulkáni eredetű szigeteitől eltérően Yap az ázsiai kontinentális talapzat megemelkedett része. Éppen ezért a tájat inkább lankás dombok és völgyek alkotják. A 134 külső sziget közül sok víz fölötti korallzátony. A tájfunok nem ritkán egész szigeteket mosnak a tengerbe. A sziget közösségeit több évszázados kőösvények kötik össze, a falusi nádtetős házakat pedig mindmáig választékos, hagyományos stílusban építik fából, kötélből és bambuszból. Ebben a társadalomban még mindig kasztrendszer uralkodik, a falu vezetőinek nagy a hatalmuk. A hagyományos csereüzleteket gyakran kőpénzzel bonyolítják, bár az amerikai dollár a leggyakoribb fizetőeszköz.
Chuuk neve 1990-ig Truk volt. Területe 127 km², lakóinak száma 65 000 fő. Egy tarka, élettel teli szigetcsoport. 15 főbb szigetből, 92 külső szigetből és több, mint 80 kis szigetecskéből áll, melyek a Chuuk lagúnában fekszenek. Fő vonzereje azok az elsüllyedt roncsok, amelyeknek leglelkesebb látogatói a búvárok. Egy egész japán flotta nyugszik a lagúna mélyén, a történelem legnagyobb tengeri veszteségének emlékeként. A házak különböző színűekre vannak festve. A forró napokon falusi asszonyok a patakban ülnek, ruhát mosnak, a gyerekek pedig meztelenül szaladgálnak körülöttük. Chuuk államban található a Mikronéziai Szövetségi Államok egyik fontos települése Moen, ahol 10 400 fő lakik.
Pohnpei a maga 344 km² területével és 163 szigetével Mikronézia legnagyobb szigete. Neve korábban Ponape volt. Lakóinak száma 45 000 fő. Itt van Mikronézia fővárosa, Palikir is, ahol mindössze 5500 fő él.
Buja növényzetével, dzsungel borította domboldalaival, a virágzó hibiszkuszokkal tipikus déltengeri sziget. Itt található Mikronézia legismertebb régészeti lelete: Non Madol ősi kővárosa. Pohnpei legszembeszökőbb természeti látványossága a festői Sokehs Rock, a 180 méteres hamisítatlan bazaltszikla, amelyre a kihívásra vágyók fel is mászhatnak. A legfontosabb város Kolonia viszonylag nagy, mégis megőrizte kisvárosi karakterét.
Kosrae Mikronézia egyik legkevésbé tönkretett és legkevésbé fejlett területe. A fő sziget területe 110 km², lakóinak száma 15 000 fő. Vulkanikus eredetű, közepén esőerdőkkel, tengerpartja pedig homokos strandok és mocsaras területek ötvözete. A közeli Lelu szigetén 14. századi lenyűgöző romok találhatók. Akkoriban a kosrae-i főnökök töltötték be a domináns regionális erő szerepét. A volt királyi város romjai még ma is azt az érzést keltik, mintha egy ősi, elrejtett városban járnánk. A sziget legmagasabb pontja a Lelu-hegy, ahol a második világháborúban a japánok által használt barlangok és alagutak találhatók. Kosrae szigetén rengeteg korallzátony található, ahol a víz alatti láthatóság könnyen lehet akár 30, nyaranta 60 méter is.

## Népesség

### Népességének változása
| Lakosok száma | 44 539 | 54 201 | 62 298 | 68 221 | 83 242 | 96 331 | 108 342 | 106 983 | 104 498 | 105 544 |
|               | 1960   | 1966   | 1972   | 1978   | 1984   | 1990   | 1996    | 2002    | 2008    | 2017    |

### Etnikai, nyelvi, vallási megoszlás
A lakosság kilencvenöt százaléka mikronéz, ebből negyvenöt százalék Chuuk szigeti, harminc százalék Pohnpei, tizenegy Yap szigeti, kilenc százaléka Kosrae szigeti. A fennmaradó öt százalék az USA-ból bevándorló fehér amerikai.

## Gazdaság

### Általános adatok
A Mikronéziai Szövetségi Államok gazdaságát fejlődő országként a megélhetési gazdálkodás és a halászat határozza meg. A kiváló minőségű és nagy értékű foszfátérc egy további gazdasági ágat képez.
Nagyobb ipartelep nincs, csak kicsi üzemek, amelyek produktumaikat a hazai piacra állítják elő. A kész textíliának és a szuvenírnek van az export területén jelentősége.
A legjelentősebb bevételt a külföldi halászflották részére történő felségvizekre vonatkozó kereskedelmi halászati engedély értékesítése képezi.

### Gazdasági ágazatok

#### Mezőgazdaság
A mezőgazdaság önellátó jellegű, főleg kisbirtokokon folyik ahol kézi erővel és kéziszerszámokkal (ásóval, ásóbottal, kapával és sarlóval) műveli a földet egy-két család. A termés jórészt a művelő család(ok) asztalára, helyi piacra kerül, csak kókuszt, mangót és banánt exportálnak melyeket a városok melletti gyűjtőtelepeken készítenek elő áruvá és indítják hajóval a világpiacok felé. Ezen kívül van pár nagyobb ültetvény (kókuszdió).
Főbb növények:
- kókuszdió
- mangó, papaya
- banán
- gyökérnövények (táró, manióka, édesburgonya)

Az állattenyésztés takarmánynövények és hely hiányában alárendelt szerepű, helyi igényeket elégít csak ki.
Főbb háziállatok:
- házi tyúk
- sertés

Az ország nagy kiterjedésű felségvizein kétféle halászat alakult ki. Az első egy vagy pár fős fából vájt csónakok és kézi háló használatával a helyi piacra termel a szigetek környékén; míg a második eladott halászati jogok érvényesítésével történik nagyméretű, gépesített, idegen flották által a szigetek közötti nagy vízfelületen. Az így kifogott hal a világpiacokra kerül. Ez komoly bevételekhez juttatja az országot melyből főleg egészségügyet, oktatást és infrastruktúrát fejlesztenek és tartanak fenn.

#### Ipar
Iparát koprakészítés, bélyegnyomtatás, mezőgazdasági termékek áruvá alakítása, élelmiszer-, textil- és kézműipar alkotja melyet főleg pár fős családi vállalkozások végeznek.

#### Kereskedelem
Élelmiszerből és közszükségleti cikkekből önellátó.
Export:
- kókuszdió, kopra
- különleges textíliák
- változatos, művészi szuvenírek
- bélyeg
- banán, mangó
- sokféle hal (például tonhal) nagy mennyiségben

Import:
- gépek, berendezések
- iparcikkek
- kőolajtermékek

## Közlekedés

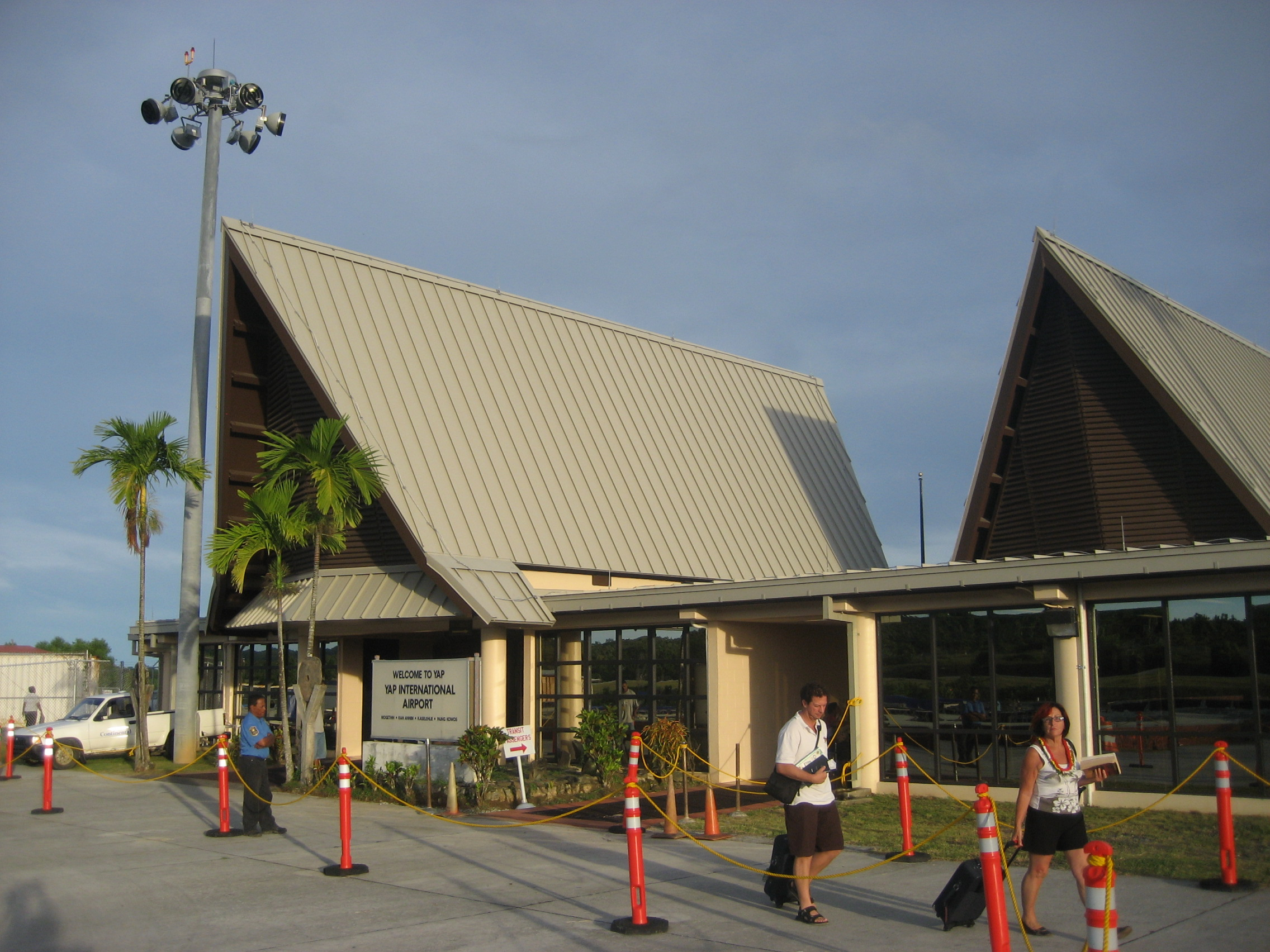
Yap Nemzetközi Repülőtere

### Világörökség

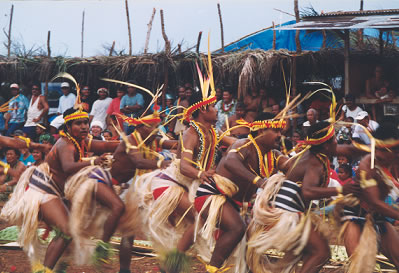
Yap férfi táncosai a hagyományos öltözetben

## Telekommunikáció
| Hívójel prefix | V6 |
| ITU zóna       | 65 |
| CQ zóna        | 27 |

## Sport

### Labdarúgás
A mikronéziai labdarúgó-válogatott Mikronéziai Szövetségi Államok válogatottja, melyet az Mikronéziai labdarúgó-szövetség (Federated States of Micronesia Football Association) irányít. A válogatott nem tagja a Nemzetközi Labdarúgó-szövetségnek, viszont társult tagja az Óceániai Labdarúgó-szövetségnek, valamint az NF-Tanácsnak. Mivel nem tagja a FIFA-nak, a labdarúgó-világbajnokságok selejtezőin nem vehet részt.

### Érdekességek
A Mikronézia Szövetségi Államok 2004-ben küldhetett első alkalommal versenyzőt az olimpiai játékokra: Manuel Mininingfelt, a 62 kg-os súlyemelőt.

## Ünnepek
Mikronéziában ünneplik a hagyományos nyugati ünnepeket, a karácsonyt, az újévet, az Amerikai Egyesült Államokban honos hálaadást.
Az egész országra kiterjedő május 10-i Alkotmány Napja és a november 3-i Függetlenség Napja mellett minden szigetcsoportnak vannak saját nemzeti ünnepei is.
Kosrae nagy eseménye a szeptember 8-ai Felszabadítás Napja, amely a második világháború végén elszenvedett japán vereségre és az USA győzelmére emlékszik – sport- és kenuversenyekkel ünneplik meg. A kosrae-i karácsony énekversenyekből, menetelős felvonulásból és nagy bulizásból áll.
Yap nagy táncmulatsága a Yap-nap március első hetében.
Egész évben tartanak továbbá ún. mitmit-eket: ezek nagy ünnepségek, ajándékozással, énekkel és tánccal. Az egyik falu egy másik falu tiszteletére rendez mitmit-et, a következő évben pedig fordítva történik ugyanez.

## Fordítás
- Ez a szócikk részben vagy egészben  a   Föderierte Staaten von Mikronesien című német Wikipédia-szócikk fordításán alapul.  Az eredeti cikk szerkesztőit annak laptörténete sorolja fel. Ez a jelzés csupán a megfogalmazás eredetét és a szerzői jogokat jelzi, nem szolgál a cikkben szereplő információk forrásmegjelöléseként.